# Кенто Мисао
Кенто Мисао (јап. 三竿 健斗; 16. април 1996) јапански је фудбалер.

## Каријера
Током каријере је играо за Токио Верди и Кашима Антлерс.

## Репрезентација
За репрезентацију Јапана дебитовао је 2017. године. За тај тим је одиграо 6 утакмица.

## Статистика
| Јапан  | Јапан   | Јапан  |
| Година | Наступи | Голови |
| ------ | ------- | ------ |
| 2017.  | 1       | 0      |
| 2018.  | 5       | 0      |
| Укупно | 6       | 0      |